# Gericht Lüder
Das Gericht Lüder (später Oberamt Großenlüder) war eine Gerichts- und Verwaltungseinheit des Hochstifts Fulda und des Fürstentums Nassau-Oranien-Fulda.

## Geschichte

### Fulda
Das Gericht Großenlüder geht auf einen fuldischen Oberhof in Großenlüder zurück, der 1015 erstmals erwähnt wurde. 1197 verfügte Abt Heinrich III. dass die Einkünfte des Gerichtes dem Abt und seiner Kirche zukommen sollten. Zu diesem Zeitpunkt hatte Fulda die Vogtei im Gericht. 1295 wird erstmals ein fuldischer Amtmann in Großenlüder genannt. Das Amt wurde oftmals verpfändet. Anfang des 14. Jahrhunderts war das Amt im Besitz der Familie von Lüder, 1324 wird Berthold von Döring, danach Konrad von Bimbach genannt. Die Familien Bimbach und Döring waren auch in den nächsten 100 Jahren überwiegend Pfandnehmer.
1439 verkaufte der Abt das Amt an den Dechanten und den Konvent des Stiftes Fulda. 1443 wurde in einem Vergleich auch das Vogteirecht übertragen. Seit 1439 übte daher das Domkapitel die Herrschaftsrechte anstelle des Abts aus. Das Amt wurde zum Propsteiamt und trug die Bezeichnung Domkapitularisches Centamt Großenlüder.

### Fürstentum Nassau-Oranien-Fulda
Das Fürstentum Nassau-Oranien-Fulda entstand aufgrund des Reichsdeputationshauptschlusses 1803. In Bezug auf die Rechtsprechung und Verwaltung wurde mit der Landesherrlichen Verordnung die Ober= und Ämter betreffend vom 8. Januar 1803 eine Neuorganisation der bestehenden Ämter vorgenommen. Das Gericht Lüder wurde als Oberamt Großenlüder zu einem fürstlichen Amt II. Klasse. Räumlich verlor es die Zuständigkeit für Jossa und gewann Salzschlirf.
Durch Bekanntmachung vom 22. März 1805 wurden die Oberämter Blankenau und Herbstein aufgehoben und (ohne die Stadt Herbstein) dem Oberamt Großenlüder zugewiesen.

### Großherzogtum Frankfurt
1806 wurde das Fürstentum Nassau-Oranien-Fulda französisch besetzt und 1810 Teil des Großherzogtums Frankfurt. In der Franzosenzeit gehörte das Amt als Distriktsmairie Großenlüder zum Departement Fulda, an der Struktur änderte sich nichts (siehe hierzu Gerichtsorganisation im Großherzogtum Frankfurt). Insbesondere die Trennung der Rechtsprechung von der Verwaltung wurde nicht eingeführt.

### Kurhessen
Gemäß der Schlussakte des Wiener Kongresses vom 9. Juli 1815 ging das Oberamt Großenlüder an das Königreich Preußen über. Dieses übertrug das Amt am 16. Oktober 1815 an das Kurfürstentum Hessen. 1822 wurde in Kurhessen die Trennung der Rechtsprechung von der Verwaltung vorgenommen. Die Verwaltungsfunktionen gingen auf den Kreis Fulda über, die Gerichtsfunktion auf das Justizamt Großenlüder.

## Umfang
Am Ende des Heiligen Römischen Reiches 1806 umfasste das Amt Eichenau, Großenlüder, Jossa, Kleinlüder, Lütterz, Malkes, Müs, Oberbimbach, Uffhausen und Unterbimbach.

## Amtshaus

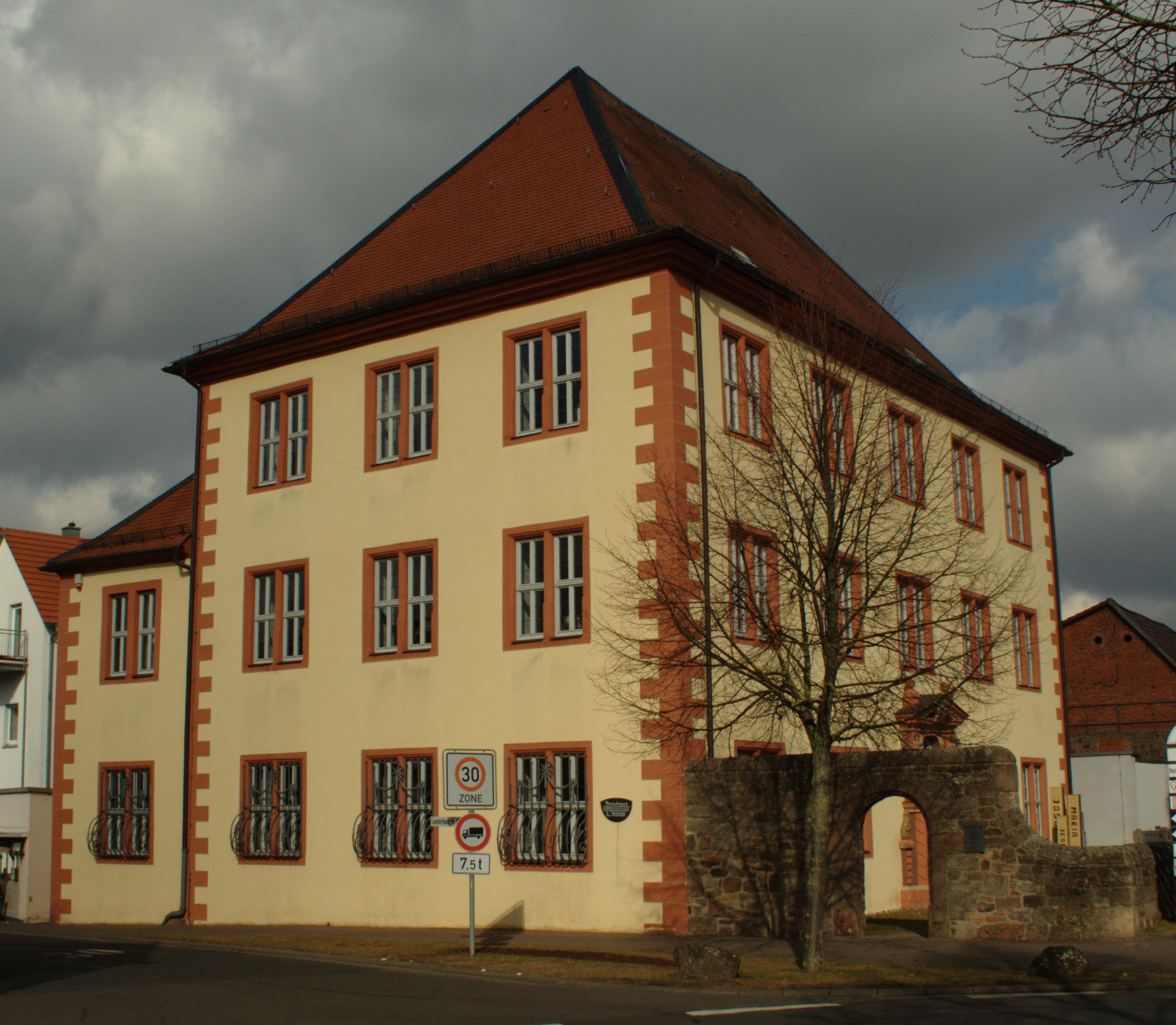
Stiftskapitularisches Amtshaus

Das stiftskapitularische Amtshaus in Großenlüder war Sitz des Amtes. Heute beherbergt es neben einer internationalen Krippenausstellung das Heimatmuseum des Ortes. Sehenswert ist insbesondere das Eingangsportal mit Wappenstein. Das 1690 fertiggestellte Gebäude steht unter Denkmalschutz.

## Persönlichkeiten
- Amtsverweser Ignatz Rüttger (1800)
- Amtsvogt Fritz Landvogt (1805–1811)